# Démarque (satrape)
Démarque en grec ancien : Δήμαρχος (mort après 323) est un officier d'Alexandre le Grand.
Il a succédé à Calas en tant que satrape de Phrygie hellespontique. Il n’est connu que par une seule mention intéressante par rapport à son poste. À la mort d’Alexandre, dans le cadre des accords de Babylone, il est remplacé à son poste par Léonnatos.

## Sources antiques
- Arrien, Anabase [lire en ligne],
- Dexippos, Fragmente der griechischen Historiker (100 F8 §6).